# 최용식
최용식(1952년 ~ )은 대한민국의 경제학자이다. 전남대학교 정치외교학과를 나와 독학으로 경제학을 공부하였다. IMF 구제금융 이전에 경제위기를 주장하여 이름을 알렸다.

## 생애
고등학생 때부터 경제 이론을 추구하여 전남대학교 정치외교학과에 진학한 후 자본주의와 사회주의를 통합해 보겠다는 생각을 갖고 독자적으로 경제학 을 연구했다. 이 이후로 가격 이론에 상품의 '품질'이 전혀 반영되지 않는다고 주장하며 스스로에게 일종의 신성한 '과업'이 되었다고 주장한다.
보도연맹사건에 친척이 연루되어 미국 유학이 좌절되자 대한무역투자진흥공사(KOTRA)에서 직장생활을 시작했다. 국외 근무가 많아 외국에서 공부할 기회를 가질 수 있다는 이점 때문에 코트라를 지원했다. 5년 동안 근무하면서 경제개발계획 실무대표로 일하기도 했고, 조사부에 근무하면서 많은 경제통계자료를 접할 수 있었다. 코트라에서 5년 동안 일하면서 독서실을 잡아놓고 경제학 공부를 계속했다. 이후 국외에 근무하며 경제학 공부를 하겠다는 생각을 접고 퇴사를 결정했으며, 새로운 경제이론을 만들어 책으로 내려는 목적을 세웠다.
1983년 퇴사한 후 1987년 말에 새로운 경제이론의 초고를 완성하고 출판사를 찾았으나, 47군데 출판사에서 거절당했다. "당신 이름으로는 안 되니 공동저술로 하면 고려해보겠다"는 출판사 관계자들의 권유를 거부한 끝에 한얼출판사에서 《사상과 경제학의 위기》(1991년)를 냈으나, 관심의 대상이 되지는 못했다.
이후 생활고를 해결하기 위해 국회의원 보좌관 생활을 11년 동안 했으며, 경제이론 연구를 계속하며 다른 국회의원 사무실로 옮겨 다녔다.
1999년에 우연히 재경원 공무원 웹사이트에 올린 글의 반응이  좋아 정치컨설팅사 <폴컴>의 윤경주 사장이 개인 웹사이트를 만들어 주겠다고 제의했다. 2001년 1월 개인 웹사이트를 개설하고 경제 이슈를 중심으로 연재를 시작했다. 이 웹사이트에 올린 글을 중심으로 《경제역적들아 들어라》(2001년)를 냈고, '21세기경제학연구소' 사무실을 설립했다.
제16대 대통령 선거 때 노무현 선거 캠프에 참여했다.
노무현이 자신의 조언과 다르게 경제정책을 운용해 노무현 정부에 대해서 부정적인 평가를 내리기도 하였는데, "가계신용문제는 경제가 회복되면서 가계부채와 신용불량문제를 해결하는 '선순환'으로 풀어야 하는데, 노무현 정부는 가계부채 문제에 먼저 메스를 가해 결과적으로 경제도 위기로 몰아넣었다"고 비판했다.
1997년 12월 3일에 발생한 대한민국의 IMF 구제금융 요청 사건 이전 1996년 10월 대한민국의 경제위기를 주장하는 ‘경제 파국이 눈앞에 닥쳤다’라는 보고서를 만들어 제15대 자유민주연합 국회의원 지대섭에게 건네기도 했다.
이후에도 계속하여 경제 위기론을 주장하며 논객으로 활동하고 있다.

## 학력
- 전남대학교 정치외교학 학사

## 경력
- 대통령직 인수위원회 경제정책멘토
- 국회운영위원회 차관보급
- 1978년: 대한무역투자진흥공사(KOTRA) 국제경제과
- <신호제지> 경영고문
- 한전산업 감사
- 2001년: 21세기경제학연구소 소장
- 2009년: 새빛인베스트먼트 리서치센터장

## 저서
- 《사상과 경제학의 위기》. 한울. 1991년. ISBN 2008039002109
- 《경제역적들아 들어라》. 자인. 2001년. ISBN 9788989276005
- 《대한민국 생존의 속도》. 리더스북. 2005년. ISBN 8901049147
- 《대한민국 생존의 경제학》. 리더스북. 2005년. ISBN 8901052946
- 《통계를 보면 돈이 보인다》. 위즈덤하우스.. 2009년. ISBN 9788960861541
- 《환율정책》. 새빛에듀넷. 2010년. ISBN 9788992873567
- 《회의주의자를 위한 경제학》. 알키. 2011년 ISBN 9788952761361
- 《신환율정책》. 새빛. 2013년. ISBN 9788996998044
- 《경제파국으로 치닫는 금융위기》. 새빛. 2023년.